# Gina Viehoff
Gina Viehoff (Bergschenhoek, 6 november 2004) is een Nederlands voetbalspeelster. Ze speelt als aanvaller voor ADO Den Haag in de Vrouwen Eredivisie.

## Carrière
Viehoff begon haar voetballoopbaan bij BVCB in Bergschenhoek. Daarna kwam ze meerdere jaren uit voor JSSL Arsenal in Singapore. Ook maakte ze onderdeel uit van de Darlington Soccer Academy in de Amerikaanse staat Georgia. In 2020 maakte zij de overstap naar de jeugdopleiding van ADO Den Haag. Op 24 maart 2023 heeft Viehoff haar eerste contract getekend bij ADO Den Haag.
Op 6 mei 2022 maakte Viehoff haar officiële debuut voor ADO Den Haag in de Vrouwen Eredivisie in een thuiswedstrijd tegen FC Twente. Op 10 februari 2023 maakte Viehoff in een thuiswedstrijd tegen VV Alkmaar haar eerste doelpunt in de Vrouwen Eredivisie. Ze verlengde op 14 augustus 2025 haar contract bij ADO Den Haag tot medio 2025.

## Statistieken
| Seizoen | Club         | Competitie | Competitie | Competitie | Beker | Beker | Overig | Overig | Totaal | Totaal |
| Seizoen | Club         | Competitie | Wed.       | Dlp.       | Wed.  | Dlp.  | Wed.   | Dlp.   | Wed.   | Dlp.   |
| ------- | ------------ | ---------- | ---------- | ---------- | ----- | ----- | ------ | ------ | ------ | ------ |
| 2021/22 | ADO Den Haag | Eredivisie | 1          | 0          | 0     | 0     | 2      | 0      | 3      | 0      |
| 2022/23 | ADO Den Haag | Eredivisie | 9          | 1          | 2     | 1     | 0      | 0      | 11     | 2      |
| 2023/24 | ADO Den Haag | Eredivisie | 4          | 1          | 0     | 0     | 0      | 0      | 4      | 1      |
| 2024/25 | ADO Den Haag | Eredivisie | 11         | 0          | 2     | 0     | 0      | 0      | 13     | 0      |
| 2025/26 | ADO Den Haag | Eredivisie | 0          | 0          | 0     | 0     | 0      | 0      | 0      | 0      |
| Totaal  | Totaal       | Totaal     | 25         | 2          | 4     | 1     | 2      | 0      | 31     | 3      |

Bijgewerkt t/m 14 augustus 2025.
1 Lorsheijd ·
2 Vonk ·
4 Pijnacker Hordijk ·
6 Raaijmakers  ·
11 Viehoff ·
11 Susanna ·
14 Remmers ·
15 Van den Ende ·
19 Boerboom ·
20 Van Mierlo ·
21 Burgers ·
23 Dupon ·
24 Van Egmond ·
35 Bol ·
Blom ·
Henry ·
Koeleman ·
Prins ·
Coach: Glotzbach
Assistent-coach: Van Tol